# NHL Stadium Series 2017
Die NHL Stadium Series 2017 war ein Freiluft-Eishockeyspiel, das am 25. Februar 2017 im Rahmen der Saison 2016/17 der National Hockey League (NHL) ausgetragen wurde. In dieser vierten Auflage der NHL Stadium Series und dem achten Spiel insgesamt setzten sich die gastgebenden Pittsburgh Penguins im Heinz Field von Pittsburgh mit 4:2 gegen die Philadelphia Flyers durch. In der Liste der Eishockeyspiele mit der höchsten Zuschauerzahl ordnete sich die Begegnung mit 67.318 Zuschauern zu diesem Zeitpunkt auf dem achten Rang ein.

## Hintergrund
Im März 2016 wurde bekanntgegeben, dass sich die Pittsburgh Penguins und die Philadelphia Flyers im Rahmen der Stadium Series 2017 im Heinz Field von Pittsburgh gegenüberstehen werden. Beide Teams waren aus der Expansion von 1967 hervorgegangen und begingen somit in der Saison 2016/17 ihr 50. Jubiläum. Zudem versprach die Ansetzung besondere Attraktivität, da zwischen den beiden Teams unter dem Spitznamen „Battle of Pennsylvania“ eine langjährige Rivalität besteht, die zu den innigsten der Liga gezählt wird. Für die Penguins war es die vierte, für die Flyers die dritte Teilnahme an einem NHL-Freiluftspiel.
Ursprünglich war die Begegnung auch als NHL Winter Classic 2017 in Erwägung gezogen worden, allerdings entschied man sich aufgrund möglicherweise kollidierender Spielpläne der National Football League – das Heinz Field ist die Heimspielstätte der Pittsburgh Steelers – für eine spätere Austragung im Rahmen der Stadium Series. Ferner war als Austragungsstätte auch das Beaver Stadium der Pennsylvania State University im Gespräch, das eine „neutrale“ Spielstätte geboten hätte. Aufgrund unzureichender Ausstattung des Stadions sowie finanzieller Forderungen seitens der Universität entschied man sich jedoch gegen diese Option.

## Spiel

### Verlauf
| 25. Februar 2017 20:15 Uhr (Ortszeit) | Pittsburgh Penguins Sidney Crosby (11:18) Nick Bonino (26:44) Matt Cullen (41:50) Chad Ruhwedel (54:06) | 4:2 (1:0, 1:1, 2:1) Spielbericht | Philadelphia Flyers Jakub Voráček (31:14) Shayne Gostisbehere (46:48) | Heinz Field, Pittsburgh, Pennsylvania Zuschauer: 67.318 |

Als Three Stars wurden Jake Guentzel, Sidney Crosby und Jakub Voráček ausgezeichnet.

### Kader
| Pittsburgh Penguins | Torhüter: Marc-André Fleury 1, Matt Murray Verteidiger: Ian Cole, Brian Dumoulin, Cameron Gaunce, Ron Hainsey, Chad Ruhwedel, Justin Schultz Angreifer: Nick Bonino, Sidney Crosby (C), Matt Cullen, Eric Fehr, Jake Guentzel, Carl Hagelin, Patric Hörnqvist, Phil Kessel, Tom Kühnhackl, Chris Kunitz (A), Jewgeni Malkin (A), Scott Wilson Cheftrainer: Mike Sullivan                         |
| Philadelphia Flyers | Torhüter: Steve Mason 1, Michal Neuvirth Verteidiger: Shayne Gostisbehere, Radko Gudas, Andrew MacDonald, Brandon Manning, Iwan Proworow, Mark Streit (A) Angreifer: Pierre-Édouard Bellemare, Nick Cousins, Sean Couturier, Claude Giroux (C), Michael Raffl, Matt Read, Brayden Schenn, Wayne Simmonds (A), Chris VandeVelde, Jakub Voráček, Jordan Weal, Dale Weise Cheftrainer: Dave Hakstol |
|                     | 1 Fleury und Mason standen als Ersatztorhüter im Kader, kamen allerdings beide nicht zum Einsatz. |